# Benedictus Deus (Pio IV)
Benedictus Deus fu una bolla papale emanata da Pio IV il 4 dicembre del 1563 che ratificava tutti i decreti e le definizioni del Concilio di Trento.
Affermò che i decreti del Concilio di Trento, a pena di scomunica possono essere oggetto di interpretazione soltanto da parte dell’autorità pontificia. Ciò fu visto dai contemporanei di Pio IV come un tentativo di rafforzare l'influenza del papato contro l'ascesa del conciliarismo esemplificato dallo stesso Concilio di Trento.
La bolla non va confusa con la Benedictus Deus, promulgata da Benedetto XII nel 1336.